# Kaz Kuzui
Kaz (ovvero Katsusuke) Kuzui (...) è un produttore televisivo giapponese.
È il marito di Fran Rubel Kuzui.
È stato produttore esecutivo di Buffy e del suo spin-off Angel.

## Filmografia
- Orgazmo, regia di Trey Parker (1997)